# Saving Grace (Band)
Saving Grace ist eine neuseeländische christliche Metalband aus Gisborne City, die zurzeit aus den vier Musikern Nicholas Tautuhi (Gesang), Vasely Sapunov (Gitarre), George White (Bass) und Ryan Wilson (Schlagzeug) besteht.
Zurzeit steht die Band bei den Labels Strike First Records, Facedown Records, Deadboy Records und Universal Music unter Vertrag.

## Geschichte
Gegründet wurde Saving Grace im Jahr 2005. Anfangs spielte sie kleinere Konzerte in Garagen für ungefähr 20 befreundeten Fans. Im selben Jahr nahm die Band ein Demo auf und veröffentlichte es unter eigenem Namen. Eine Split-CD mit der befreundeten Band Upheld folgte nur ein Jahr später.
2008 gelang der erste kleine Durchbruch der Band. Das Debütalbum Behind Enemy Lines war ein weltweiter Erfolg, der von vielen Kritikern positiv bewertet wurde. Es folgte eine Tour durch Neuseeland, Australien, den USA und Mexiko mit insgesamt 35 Konzerten.
Seit dem ansteigenden Bekanntheitsgrad spielte Saving Grace mit Band wie Parkway Drive, Bring Me the Horizon, Bleeding Through, Comeback Kid, Darkest Hour und Misery Signals.
2010 unterschrieb die Band einen Vertrag mit Strike First Records, die in Zusammenarbeit mit Universal Music und Deadboy Records das zweite Studioalbum Unbreakable produzierten und weltweit veröffentlichten. Das neueste Album, The Urgency, welches Anfang 2014 erschien, stieg auf Platz 22 in den neuseeländischen Albumcharts ein.

## Stil
Die Texte handeln über Religion und den Glauben an Gott, den die Band mit ihren Texten an die Fans zu bringen versucht. Weitere Thematiken der Band sind soziale Probleme, persönliche Erfahrungen mit Gott und Freundschaft, aber auch Verrat, Gewalt und Selbstgefährdung.
Der Musikstil ist hauptsächlich von Bands aus der frühen Hardcore-Szene, wie Arkangel, Reprisal und Earth Crisis beeinflusst, jedoch findet man auch Elemente der extremen Metal-Stile, besonders von Cannibal Corpse, Slayer, Sepultura und Morbid Angel wieder.

## Bekanntheit
Bisher veröffentlichte die Band zwei Alben, eine MCD, eine Split-CD und eine EP. Die Band tourte bereits mit Parkway Drive, Bleeding Through, Comeback Kid, Darkest Hour, Misery Signals und Bring Me the Horizon. Darunter fanden Konzerte in den USA, Mexiko, Australien, Neuseeland und in Europa statt.
Im April 2010 fand eine Mini-Tour durch vier Städte in Neuseeland statt, davon war ein Konzert nur für Besucher die das 18. Lebensjahr abgeschlossen haben.

## Diskografie

### EPs
- 2005: Saving Grace (Eigenproduktion)
- 2007: Saving Grace (Acceptable Risk Records)

### Split-CDs
- 2006: Split mit Upheld (Eigenproduktion)
- 2011: Now This War Has Two Sides (Split mit One Choice, Seventh Dagger Records)

### Alben
- 2008: Behind Enemy Lines (Deadboy Records/Universal Music)
- 2010: Unbreakable (Deadboy Records/Universal Music)
- 2011: The King Is Coming (Facedown Records)
- 2014: The Urgency (Deadboy Records/Universal Music)